# Minus et Cortex
Minus et Cortex (Pinky and the Brain) est une série télévisée d'animation américaine en 65 épisodes de 22 minutes (certains épisodes contiennent une à trois histoires), créée par Tom Ruegger et diffusée entre le 9 septembre 1995 et le 14 novembre 1998 dans le bloc de programmes Kids' WB.
Il s'agit d'une série dérivée de la série Animaniacs, où les personnages sont apparus la première fois.
En France, la série a été diffusée depuis le 19 août 1996 sur Canal+ dans l'émission Décode pas Bunny, rediffusée sur France 3 dans l'émission Les Minikeums et sur Cartoon Network. Au Québec, la série a été diffusée à partir du 1er septembre 1998 sur Télétoon.

## Synopsis
Deux souris blanches de laboratoire désirent conquérir le monde. La première, Cortex est, comme son nom l'indique, le cerveau du duo. En revanche, Minus est doté d'une intelligence très limitée. C'est à partir de ce duo antagoniste (que l'on retrouve souvent dans les dessins animés, comme le duo de George et Junior inspiré par les personnages de Lennie et George dans le roman de John Steinbeck Des souris et des hommes) que se forme toute l'histoire.
Chaque épisode commence et finit par ce dialogue :
- Minus : « Dis, Cortex, tu veux faire quoi cette nuit ? »
- Cortex : « La même chose que chaque nuit, Minus : tenter de conquérir le monde ! »

## Personnages

### Première rencontre avec les deux souris

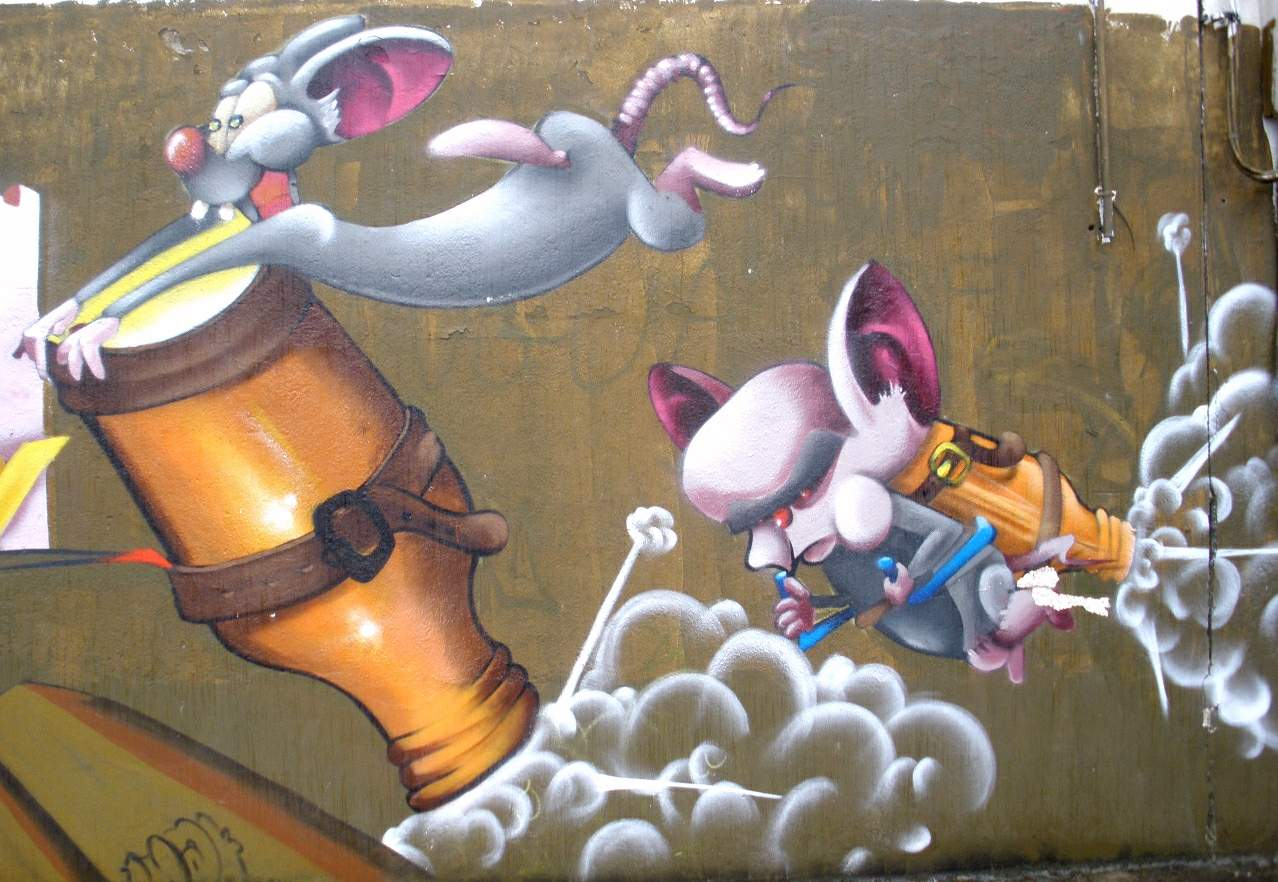
Graffiti de deux souris grises ressemblant à Minus (à gauche) et Cortex.

En premier lieu, Cortex, la plus intelligente des deux souris, est aussi misanthrope que mégalomane, ses traits de caractères dominants sont une constante mauvaise humeur et l'obsession de conquérir le monde. Tout petit, son énorme tête laisse deviner un cerveau surdéveloppé et une intelligence hors-norme. 
Son acolyte Minus est à l'inverse l'incarnation de l'abruti naïf. Grand, maigre et les dents de devant proéminentes, Minus passe son temps à des occupations telles que compter ses doigts de pieds, se goinfrer de pizzas ou jouer à des jeux plus stupides les uns que les autres. On retrouve ici un jeu comique basé sur l'opposition du physique des deux protagonistes.
Tous les jours, Cortex élabore des plans pour s'échapper de sa cage et conquérir le monde, mais quand il parvient à mettre ses plans à exécution, un détail totalement fortuit et rocambolesque (pas nécessairement dû à la bêtise de Minus) intervient et fait tout rater, renvoyant ainsi les deux souris dans leur cage.

### Cortex
Cortex se comporte et parle comme Orson Welles, bien que son apparence physique ait été inspirée du créateur de storyboard Tom Minton. Il est d'une intelligence supérieure et développe chaque nuit des plans de conquête du monde, basés aussi bien sur des manigances politiques que sur des inventions de son fait. Le nom anglais de Cortex, the Brain (« le cerveau »), est expliqué dans l'épisode « Project B.R.A.I.N » (saison 4) comme acronyme de Biological Recombinant Algorithmic Intelligence Nexus. Sa queue est brisée et a la forme d'un escalier - il s'en sert d'ailleurs souvent pour crocheter la serrure de leur cage - et sa tête hypertrophiée est censée contenir son cerveau surdéveloppé. Cortex est un personnage apparaissant comme froid et sans émotion : il parle d'ailleurs d'une voix profonde et impassible ; néanmoins il possède un sens de l'humour subtil et est même tombé amoureux (de Billie) dans l'épisode The World can Wait (« Le monde peut attendre »).
De son propre avis, Cortex voit son inévitable montée en puissance comme bénéfique pour le monde plutôt que comme la simple manifestation de sa mégalomanie. Ainsi, dans le dessin animé Wakko's Wish, il déclare à Minus : « Nous sommes sur le chemin de la gloire, de la fortune et d'un monde meilleur pour tous », montrant ainsi que son ambition d'être le maître du monde n'est là que pour lui permettre de l'améliorer.
Dans un épisode, où Cortex est hypnotisé par un psychologue (qui n'est autre que Sigmund Freud) qu'il avait prévu de manipuler pour un de ces plans, on apprend qu'il vivait dans une canette de soda avec ses parents quand il était petit. Les chercheurs l'ont arraché à sa maison et la dernière chose qu'il ait vue de celle-ci était une image du monde sur le côté de la canette. Le psychologue arrive donc à la conclusion que l'irrépressible envie de Cortex de conquérir le monde viendrait d'un besoin de retrouver le sien.
Dans un autre épisode, on découvre les origines de Cortex. On apprend qu'il était extrêmement stupide, de même que son ami de l'époque avant Minus, un hamster nommé « Boule de Neige ». Tous les deux ont subi le même traitement génétique, ce qui donna son intelligence à Cortex, malheureusement lorsque ce fut le tour de Boule de Neige, la machine explosa alors qu'il était encore dedans. La répercussion de cet incident a donné la même intelligence et l'envie à Cortex et à Boule de Neige de conquérir le monde, sauf que Boule de Neige veut posséder le monde dans le but de le dominer comme un dictateur, ce qui diffère de loin avec l'idée de la conquête de Cortex. Boule de Neige a alors été chassé du laboratoire. Depuis lors, celui qui fut l'ami de Cortex est devenu son plus grand rival, et surtout son pire ennemi.

### Minus
Minus est également une souris génétiquement modifiée qui partage sa cage avec Cortex dans les laboratoires d'ACME, mais il est clairement moins brillant. Il parle avec un accent très prononcé et utilise très fréquemment des interjections hors du commun comme « narf », « zort », « poit » et « troz » (Minus commence à utiliser cette dernière quand il se rend compte qu'il s'agit de « zort » en miroir). 
Bien que Minus soit, comme Cortex, une souris blanche de laboratoire, il est plus grand que Cortex, a une queue plus droite, les yeux bleus, les incisives très écartées et une grosse truffe rouge. 
Minus est plus ouvert d'esprit que Cortex, et bien plus enjoué. Il ne laisse pas les soucis noircir sa journée, en grande partie parce qu'il est trop écervelé pour les remarquer. Minus aime également aider Cortex dans son entreprise, bien que celui-ci l'insulte et lui frappe la tête régulièrement. Minus semble sans aucun doute apprécier ce traitement, riant après chaque coup : il est simplement heureux de passer du temps avec son meilleur ami.
Minus est également plus adapté au monde, du fait de sa grande passion pour la télévision et les traditions populaires. C'est pourquoi il a moins tendance que Cortex à penser à des modèles rigoureux, et a donc pu offrir des solutions que Cortex n'aurait jamais pu imaginer. Minus a également un certain nombre de qualités spéciales inhabituelles, magiques, causées par sa manipulation génétique. Ainsi, il lui arrive de léviter, et semble également être capable de télékinésie.

## Doublage

### Voix anglaises
- Rob Paulsen : Pinky (Minus)
- Maurice LaMarche : The Brain (Cortex)
- Ernest Borgnine : Le père

### Voix françaises
- Pierre Hatet : Cortex
- Vincent Violette : Minus
- Jean-François Aupied : Le père

## Commentaires
Minus et Cortex ont fait leur première apparition dans la série Animaniacs avant d'être les héros de leur propre série dérivée, produite par Steven Spielberg comme la série d'origine.

### Quelques plans de conquête du monde
Les plans de Cortex, plus délirants les uns que les autres, sont un ingrédient qui compte pour beaucoup dans le côté comique du dessin animé. Ils ont ainsi tenté de voler tous les réveils de la Terre pour que les humains ne se réveillent plus et que les deux souris puissent conquérir le monde de leur côté. Ils ont aussi créé un double de la planète Terre en papier mâché où ils ont attiré tous les hommes grâce à la plus grande forme d'attraction au monde, les T-shirts gratuits ; dans un autre épisode ils sont devenus des stars de country en espérant faire passer un message subliminal dans leur chanson forçant les humains à leur céder le pouvoir, ou encore ont essayé, à l'aide d'un scaphandre, de s'emparer d'un cyclone et de le maîtriser de l'intérieur...

Dans un épisode, ils ont bien failli réussir quand Cortex a laissé Minus s'occuper du plan de conquête.